# Saint-Just-sur-Dive
Saint-Just-sur-Dive és un municipi francès situat al departament de Maine i Loira i a la regió de País del Loira. L'any 2007 tenia 366 habitants.

## Demografia

### Població
El 2007 la població de fet de Saint-Just-sur-Dive era de 366 persones. Hi havia 146 famílies de les quals 40 eren unipersonals (29 homes vivint sols i 11 dones vivint soles), 51 parelles sense fills, 44 parelles amb fills i 11 famílies monoparentals amb fills.
La població ha evolucionat segons el següent gràfic:
Habitants censats

### Habitatges
El 2007 hi havia 182 habitatges, 150 eren l'habitatge principal de la família, 18 eren segones residències i 14 estaven desocupats. 172 eren cases i 10 eren apartaments. Dels 150 habitatges principals, 93 estaven ocupats pels seus propietaris, 55 estaven llogats i ocupats pels llogaters i 2 estaven cedits a títol gratuït; 1 tenia una cambra, 14 en tenien dues, 27 en tenien tres, 45 en tenien quatre i 63 en tenien cinc o més. 111 habitatges disposaven pel capbaix d'una plaça de pàrquing. A 55 habitatges hi havia un automòbil i a 73 n'hi havia dos o més.

### Piràmide de població
La piràmide de població per edats i sexe el 2009 era:
| Homes | Edats   | Dones |
| ----- | ------- | ----- |
| 0     | 95 o +  | 0     |
| 0     | 90 a 94 | 0     |
| 0     | 85 a 89 | 0     |
| 0     | 80 a 84 | 0     |
| 4     | 75 a 79 | 4     |
| 8     | 70 a 74 | 4     |
| 0     | 65 a 69 | 12    |
| 20    | 60 a 64 | 8     |
| 20    | 55 a 59 | 4     |
| 12    | 50 a 54 | 24    |
| 4     | 45 a 49 | 4     |
| 8     | 40 a 44 | 8     |
| 4     | 35 a 39 | 12    |
| 16    | 30 a 34 | 16    |
| 36    | 25 a 29 | 12    |
| 16    | 20 a 24 | 12    |
| 4     | 15 a 19 | 4     |
| 4     | 10 a 14 | 8     |
| 4     | 5 a 9   | 8     |
| 8     | 0 a 4   | 12    |

## Economia
El 2007 la població en edat de treballar era de 244 persones, 181 eren actives i 63 eren inactives. De les 181 persones actives 163 estaven ocupades (91 homes i 72 dones) i 18 estaven aturades (4 homes i 14 dones). De les 63 persones inactives 22 estaven jubilades, 16 estaven estudiant i 25 estaven classificades com a «altres inactius».

### Ingressos
El 2009 a Saint-Just-sur-Dive hi havia 159 unitats fiscals que integraven 404 persones, la mediana anual d'ingressos fiscals per persona era de 14.941 €.

### Activitats econòmiques
Dels 9 establiments que hi havia el 2007, 3 eren d'empreses de construcció, 2 d'empreses de comerç i reparació d'automòbils, 1 d'una empresa d'hostatgeria i restauració, 1 d'una empresa immobiliària, 1 d'una empresa de serveis i 1 d'una empresa classificada com a «altres activitats de serveis».
Dels 5 establiments de servei als particulars que hi havia el 2009, 1 era un guixaire pintor, 2 fusteries, 1 perruqueria i 1 restaurant.
L'any 2000 a Saint-Just-sur-Dive hi havia 16 explotacions agrícoles que ocupaven un total de 246 hectàrees.

## Equipaments sanitaris i escolars
El 2009 hi havia una escola elemental.

## Poblacions més properes
El següent diagrama mostra les poblacions més properes.